# Mercedes-Benz W 30
 (juin 2023).
La mise en forme du texte ne suit pas les recommandations de Wikipédia : il faut le « wikifier ».
Les points d'amélioration suivants sont les cas les plus fréquents :
- Les titres sont pré-formatés par le logiciel. Ils ne sont ni en capitales, ni en gras.
- Le texte ne doit pas être écrit en capitales (les noms de famille non plus), ni en gras, ni en italique, ni en « petit »…
- Le gras n'est utilisé que pour surligner le titre de l'article dans l'introduction, une seule fois.
- L'italique est rarement utilisé : mots en langue étrangère, titres d'œuvres, noms de bateaux, etc.
- Les citations ne sont pas en italique mais en corps de texte normal. Elles sont entourées par des guillemets français : « et ».
- Les listes à puces sont à éviter, des paragraphes rédigés étant largement préférés. Les tableaux sont à réserver à la présentation de données structurées (résultats, etc.).
- Les appels de note de bas de page (petits chiffres en exposant, introduits par l'outil «  Source ») sont à placer entre la fin de phrase et le point final[comme ça].
- Les liens internes (vers d'autres articles de Wikipédia) sont à choisir avec parcimonie. Créez des liens vers des articles approfondissant le sujet. Les termes génériques sans rapport avec le sujet sont à éviter, ainsi que les répétitions de liens vers un même terme.
- Les liens externes sont à placer uniquement dans une section « Liens externes », à la fin de l'article. Ces liens sont à choisir avec parcimonie suivant les règles définies. Si un lien sert de source à l'article, son insertion dans le texte est à faire par les notes de bas de page.
- La présentation des références doit suivre les conventions bibliographiques. Il est recommandé d'utiliser les modèles {{Ouvrage}}, {{Chapitre}}, {{Article}}, {{Lien web}} et/ou {{Bibliographie}}. Le mode d'édition visuel peut mettre en forme automatiquement les références.
- Insérer une infobox (cadre d'informations à droite) n'est pas obligatoire pour parachever la mise en page.

Pour une aide détaillée, merci de consulter Aide:Wikification.
Si vous pensez que ces points ont été résolus, vous pouvez retirer ce bandeau et améliorer la mise en forme d'un autre article.
La Mercedes-Benz W 30 (désignation commerciale Mercedes-Benz 150) a été le premier véhicule de Daimler-Benz à moteur central. Elle a été fabriquée de 1934 à 1935.

## Historique
Six W 130 coupés ont été construits pour le Deutschlandfahrt de 2000 km en 1934. Cependant, Daimler-Benz a qualifié ce modèle de berline sport, probablement pour des raisons d'homologation. Ces 6 véhicules n'avaient que des fenêtres à l'avant et dans les deux portes, la vue vers l'arrière n'était possible qu'à travers un évidement dans le toit. L'un de ces coupés fut également utilisé avec succès en août 1934 sur le trajet longue distance Liège-Rome-Liège. A partir de 1935, des roadsters sont également construits sur la même base technique. Certains des coupés ont été convertis en roadsters. De plus, quelques nouvelles voitures avec une carrosserie roadster ont été fabriquées. Contrairement à la Type 130 contemporaine, la Type 150 avait le réservoir à l'avant, ce qui signifiait qu'il n'y avait pas de coffre. Les véhicules à deux places, qui étaient assez chers à 6 600 Reichsmarks, avaient donc peu d'utilité pratique. En raison d'un manque d'intérêt des clients, moins de douze unités ont été construits avant que le modèle ne soit abandonné en 1936. Le seul roadster survivant se trouve au musée Mercedes-Benz de Stuttgart-Bad Cannstatt. La prochaine voiture à moteur central de Mercedes-Benz a été présentée plus de 30 ans plus tard, en 1969, il s'agit de la célèbre C 111.
La W 30 a été développée par les ingénieurs Hans Nibel et Max Wagner, qui avaient déjà travaillé chez Benz & Cie. et qui ont participé au développement de la première voiture de course à moteur central de l'histoire de l'automobile, la Benz RH (Tropfenwagen) à Mannheim. La Mercedes-Benz 150 peut être décrite comme une descendante directe de la Benz RH.
Il convient également de mentionner qu'en 1935/36, Daimler-Benz avait une variété unique de voitures particulières dans son programme de vente. Des voitures à moteur avant (par exemple la Type 170), à moteur central (la Type 150) et à moteur arrière (la Type 130) étaient proposées.

## Moteur et transmission
La Mercedes-Benz 150 était équipée d'un moteur quatre cylindres en ligne OHC installé longitudinalement devant l'essieu arrière (moteur central). L'unité avait une cylindrée de 1 498 cm³ et produisait 40 kW (55 ch). La puissance du moteur était transmise aux roues arrière via une boîte de vitesses à trois rapports avec une surmultiplication supplémentaire. La voiture deux portes atteint une vitesse de pointe de 125 km/h.

## Châssis
Un essieu oscillant avec ressorts hélicoïdaux a été installé à l'arrière. Les roues avant étaient suspendues sans essieu sur deux ressorts à lames transversaux (suspension indépendante).

## Production W 30
| Année | 1934 | 1935 | total |
| ----- | ---- | ---- | ----- |
| W 30  | 1    | 4    | 5     |